# Rudolf Hörmann
Die Rudolf Hörmann GmbH & Co. KG ist ein deutsches Unternehmen für den Hallenbau mit Sitz Buchloe. Das Familienunternehmen verfügt über Niederlassungen in Deutschland, Österreich und der Schweiz. Im Unternehmen sind ca. 750 Mitarbeiter beschäftigt, der Jahresumsatz betrug im Jahr 2021 ca. 180 Millionen Euro bei 600 Bauvorhaben.
Die Geschäftsbereiche umfassen Gewerbe- und Industriebau, Stallbau, Agrarbau und Photovoltaik. Seit 2020 werden zudem der Geschosswohnungsbau in Fertigelementen aus Holz und seit 2022 flexible Wohn- und Büromodule angeboten.

## Geschichte
Das Unternehmen wurde im Jahr 1960 von Rudolf Hörmann in Hörmannshofen bei Marktoberdorf für die Produktion von Stalltechnik gegründet. Im Laufe der folgenden Jahre wuchs das Unternehmen und zog 1964 nach Buchloe um.
Im Jahr 1979 beschäftigte das Unternehmen 70 Mitarbeiter. Im selben Jahr verunglückte Rudolf Hörmann senior bei einem Autounfall tödlich. Der Betrieb wurde von seiner Frau Centa Hörmann (1937–2022) sowie Erwin Beutlrock weitergeführt, 1987 stieg Sohn Rolf Hörmann in das Unternehmen ein. 2017 begann mit Michael Hörmann die dritte Generation im Familienunternehmen.
Um auch im Ausland präsent zu sein, wurde im Jahr 1996 die Firma Lugmair Interstall in Österreich übernommen. Die Photovoltaik-Technik wurde ab dem Jahr 2003 ein Geschäftsbereich. Die Mitarbeiterzahl erhöhte sich von 100 (1995), auf 230 (2003) und später auf ca. 750 (2021). Im Jahre 2021 beschäftigte das Unternehmen ca. 70 Auszubildende in den verschiedensten Berufsbildern.